# Блис (Ајдахо)
Блис (енгл. Bliss) град је у америчкој савезној држави Ајдахо.

## Демографија
По попису из 2010. године број становника је 318, што је 43 (15,6%) становника више него 2000. године.
| Група             | 2000.       | 2010.       |
| Белци             | 199 (72,4%) | 205 (64,5%) |
| Афроамериканци    | 6 (2,2%)    | 0 (0,0%)    |
| Азијати           | 0 (0,0%)    | 7 (2,2%)    |
| Хиспаноамериканци | 76 (27,6%)  | 110 (34,6%) |
| Укупно            | 275         | 318         |